# Tamerlan Tmenov
Tamerlan Tmenov, född 27 juli 1977 i Ordzjonikidze (nuvarande Vladikavkaz), Ryssland, är en rysk judoutövare.
Han tog OS-silver i herrarnas tungvikt i samband med de olympiska judotävlingarna 2004 i Aten.